# Haemulon boschmae
Haemulon boschmae es una especie de peces de la familia Haemulidae en el orden de los Perciformes.

## Morfología
• Los machos pueden llegar alcanzar los 19 cm de longitud total.

## Distribución geográfica
Se encuentra desde Colombia hasta la Guayana Francesa.